# Sindrome del maschio XX
La sindrome del maschio XX è una rara condizione genetica in cui un individuo con genotipo femminile ha caratteristiche fenotipicamente maschili che possono variare a seconda dei casi. Nel 90% di questi individui la sindrome è causata da un  crossing over diseguale tra il cromosoma X e quello Y nella gametogenesi maschile, e risulta nella presenza del gene SRY  nel cromosoma X invece che nell'Y, dove si trova normalmente. Quando uno spermatozoo contenente un cromosoma X SRY-positivo feconda un ovocita, il risultato è un maschio XX. Meno comuni sono i maschi XX SRY-negativi che possono presentare una mutazione autosomica o del cromosoma X. La mascolinizzazione dei maschi XX è variabile.
Questa sindrome è diagnosticata mediante diversi metodi e ha un'incidenza approssimativamente di 1:20 000 nei neonati maschi (è perciò meno comune della sindrome di Klinefelter). Un trattamento non è clinicamente necessario, sebbene alcuni individui scelgano di sottoporsi a diverse terapie per assomigliare di più a maschi o a femmine.

## Segni e sintomi
L'aspetto dei maschi XX può essere di tre tipi: 1) maschi che hanno genitali interni ed esterni normali, 2) maschi con ambiguità nei genitali esterni, e 3) maschi con ambiguità negli organi genitali esterni ed interni (veri ermafroditi). Ambiguità dei genitali esterni possono includere ipospadia, micropenia, e clitoridomegalia. In media, l'aspetto dei maschi XX differisce da quello di un maschio XY in quanto i primi sono più bassi e più magri. Molti maschi XX hanno piccoli testicoli, sono sterili e hanno una maggiore incidenza di criptorchidismo rispetto ai maschi XY. Alcuni maschi XX hanno una minore peluria corporea e una minore libido. Gli individui con questa condizione hanno a volte caratteristiche femminili, con diversi gradi di ginecomastia ma senza tessuto Mülleriano intraddominale. Secondo una ricerca del centro delle scienze della salute dell'Università dell'Oklahoma, nonostante i maschi XX esibiscano caratteristiche femminili, i loro comportamenti sono solitamente rappresentativi della mascolinità nella loro cultura.

### Mascolinizzazione

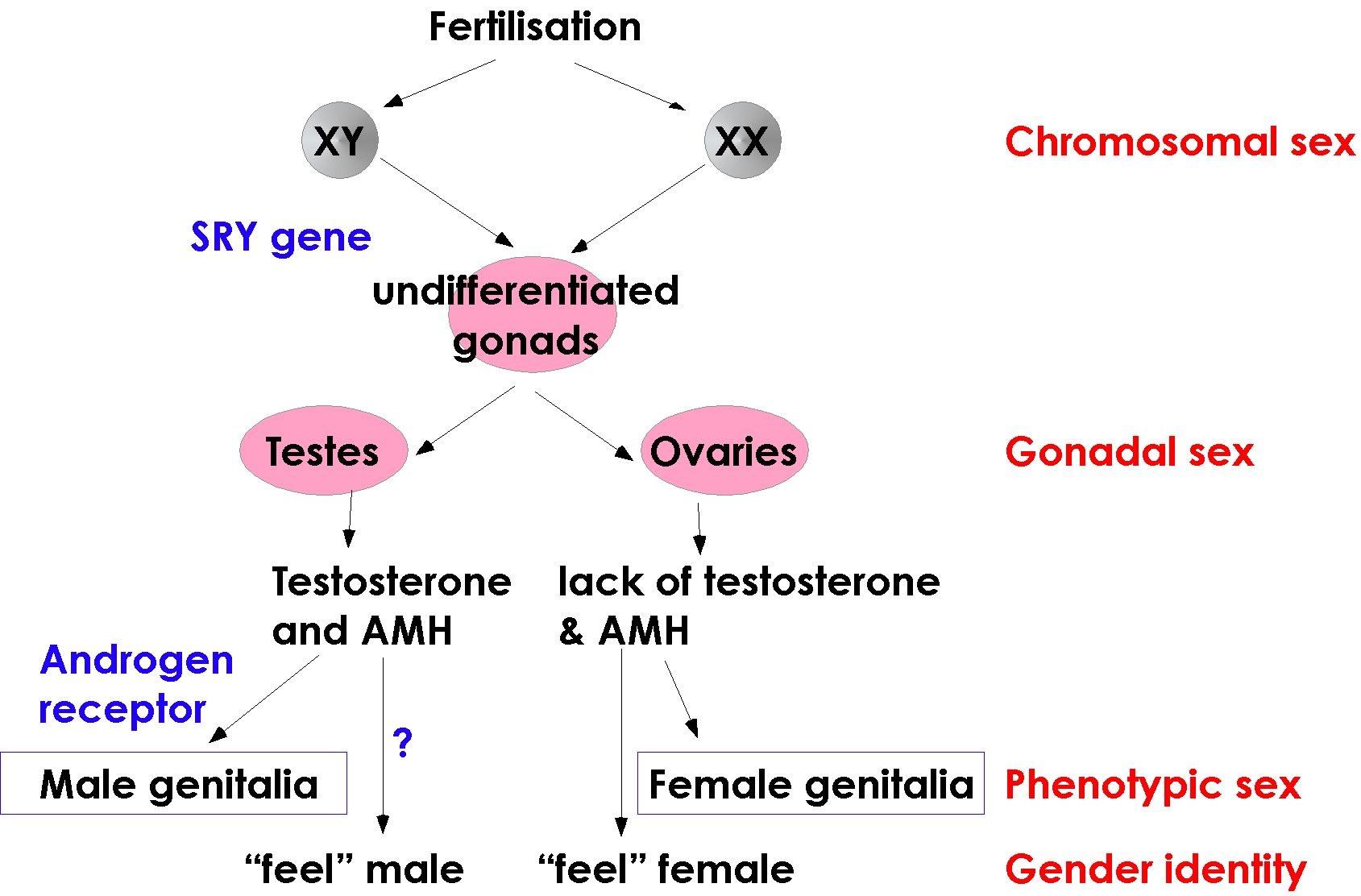
Schema della differenziazione sessuale negli umani.

Il grado con cui gli individui affetti dalla sindrome sviluppano un fenotipo maschile è variabile, anche tra individui SRY-positivi. Un fenotipo completamente maschile si sviluppa solitamente in presenza del gene SRY ma, in alcuni casi, la presenza del gene stesso può portare ad ambiguità degli organi genitali interni e/o esterni.
Normalmente le femmine XX vanno incontro all'inattivazione del cromosoma X, durante la quale una copia del cromosoma X viene silenziata. Si pensa perciò che l'inattivazione del cromosoma X in maschi XX possa spiegare le ambiguità nei genitali e l'incompleta mascolinizzazione riscontrate nei maschi negli SRY-positivi. Il cromosoma X con il gene SRY resta il cromosoma X attivo il 90% delle volte, il che spiega il fenotipo completamente maschile che si vede spesso nei maschi XX SRY-positivi. Nel restante 10% dei casi, l'inattivazione dell'X si espande fino ad includere il gene SRY, comportando una mascolinizzazione incompleta.
La mascolinizzazione dei maschi XX SRY-negativi dipende da quali geni sono mutati e a che punto dello sviluppo queste mutazioni compaiono.

## Genetica
I maschi tipicamente hanno un cromosoma X e uno Y in ogni cellula diploide del loro corpo. Le femmine, invece, hanno generalmente due cromosomi X. Anche i maschi XX SRY-positivi hanno due cromosomi X, ma uno di questi contiene materiale genetico proveniente dal cromosoma Y; questo li rende fenotipicamente maschi ma geneticamente femmine.

### SRY-positivi

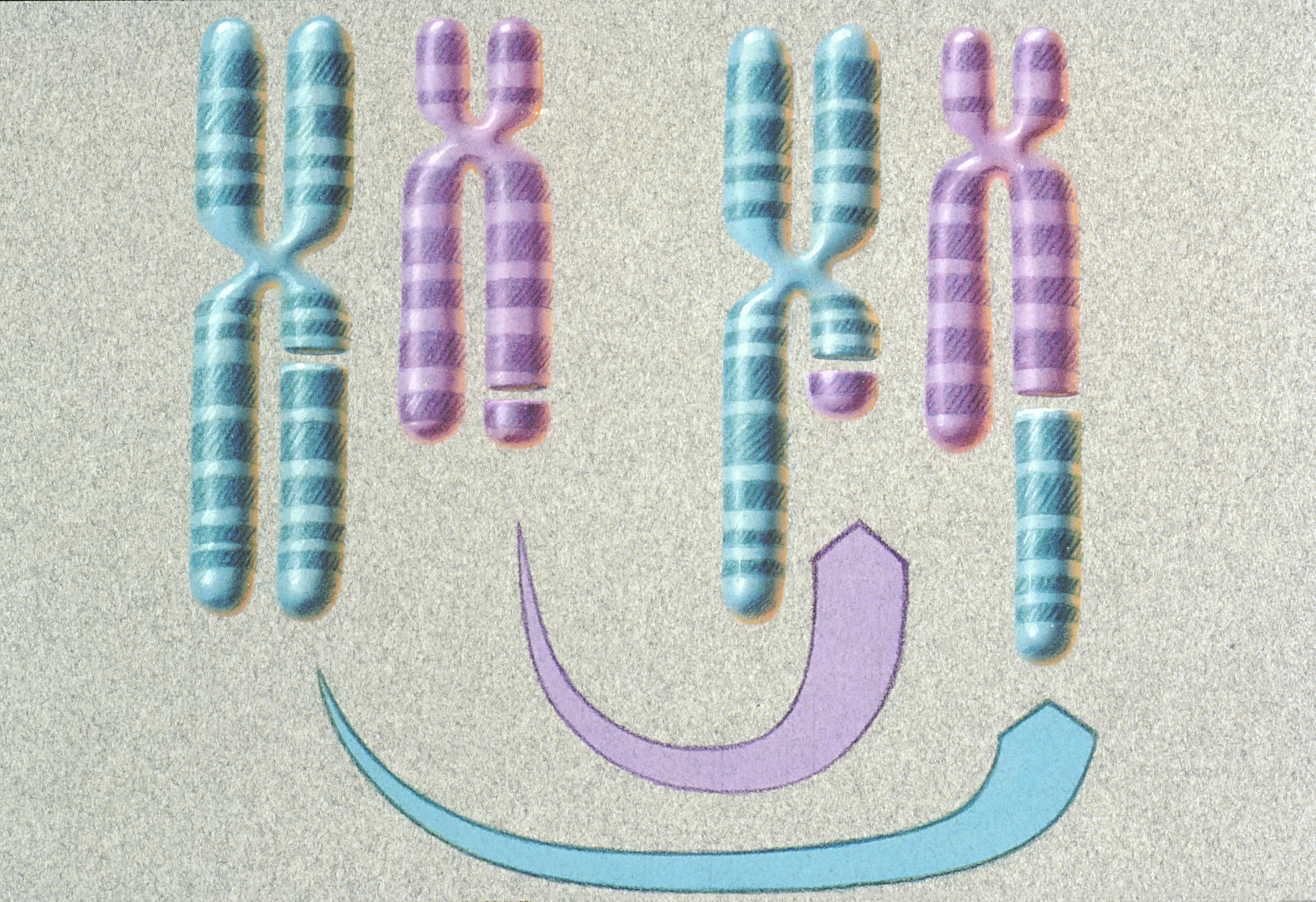
Un esempio di traslocazione tra due cromosomi.

Il gene SRY gioca un ruolo importante nella determinazione del sesso, iniziando lo sviluppo testicolare. In molti maschi XX il gene SRY è presente. L'estremità del cromosoma Y contiene questo gene e, durante la ricombinazione, si verifica una traslocazione in cui il gene SRY del cromosoma Y si sposta per diventare parte del cromosoma X. La presenza di un gene SRY traslocato porta allo sviluppo di caratteristiche maschili nell'embrione XX.

### SRY-negativi
Raramente può capitare che un maschio XX non abbia il gene SRY. L'esatta causa di questa condizione è sconosciuta ma è possibile che mutazioni nel gene SOX9 (locus 17q24.3)possano contribuire a questa sindrome dato che questo gene è coinvolto nella differenziazione dei testicoli durante lo sviluppo. Un'altra possibile causa è la mutazione del gene NR0B1 che codifica per la proteina DAX1 recettore ormonale nucleare. Se infatti si ha una perdita di funzione di DAX1 (si parla in tal caso di allele nullo), essendo questo un repressore di geni mascolinizzanti, i testicoli possono dunque svilupparsi anche in individui XX. Mutazioni nei geni SF1 e WNT4 sono state studiate in connessione con la sindrome del maschio XX SRY-negativa.

## Diagnosi
Nel caso in cui l'individuo venga esaminato per la presenza di ambiguità genitali (ad esempio micropenia, ipospadia o presenza di pieghe labioscrotali), la chirurgia esplorativa può essere usata per determinare se sono presenti genitali interni maschili e/o femminili.
Un cariotipo standard può servire per determinare citogeneticamente se un individuo con un completo o parziale fenotipo maschile ha un genotipo XX.
Analisi FISH determinano la presenza e la localizzazione o l'assenza del gene SRY.
Altri indicatori di questa sindrome sono la mancata discesa dei testicoli lungo il canale inguinale, sebbene ciò sia stato osservato in una minoranza di maschi XX, e l'assenza di tessuto Mülleriano.

## Trattamenti
I maschi XX sono sterili a causa del basso o assente contenuto di spermatozoi e attualmente non ci sono cure per questa forma di infertilità. Le ambiguità genitali, pur non necessitando di trattamenti per ragioni mediche, possono essere trattate mediante terapia ormonale, chirurgia o entrambe. Così come la sindrome del maschio XX si presenta in forme variabili così anche i trattamenti variano largamente. In alcuni casi un'operazione chirurgica alle gonadi può servire per rimuovere parzialmente o per intero i genitali femminili. In seguito la chirurgia plastica e ricostruttiva può servire per far apparire l'individuo più maschile. Nel caso in cui, invece, l'individuo desideri diventare più femminile, la chirurgia genitoplastica femminilizzante può essere usata per far sembrare i genitali ambigui più femminili.